# Kim Chi (drag queen)
Sang-Young Sin  (Chicago, 8 de agosto de 1987) más conocido por su nombre artístico Kim Chi (en coreano: 신상영), es un drag queen, artista y personalidad de televisión surcoreana-estadounidense, más conocida como concursante en la temporada 8 de RuPaul's Drag Race. Kim Chi fue el primer participante coreano-estadounidense en el programa, así como la primera drag queen coreano-estadounidense en la televisión nacional estadounidense.

## Primeros años
Sang-Young Shin nació en los Estados Unidos el 8 de agosto de 1987, y vivió en Corea del Sur cuando era niño.. Sus padres, que están divorciados, también viven en Chicago. A partir de 2017, su madre no sabía que hacía drag hasta que alcanzó la fama en la televisión. Shin estudió diseño gráfico en la universidad antes de trabajar como director de arte y explorar escultura, diseño de moda y pintura.

## Carrera
Shin comenzó a actuar como Kim Chi en Chicago en 2012. Al describir su estética de drag, Shin declaró: "Kim Chi es un personaje de anime de acción en vivo cuya estética de moda podría describirse como 'tapete biónico'. Me imagino que mi aura es una variedad de colores ultravioleta que arroja brillo. Celebro todas las cosas lindas, divertidas, extrañas y exóticas ". Antes de unirse a Rupaul's Drag Race , Kim Chi se hizo amiga de Rupaul y ayudó a la concursante de la séptima temporada Trixie Mattel a conseguir uno de sus primeros trabajos de drag en Chicago, ya que a Mattel le resultó difícil encontrar un trabajo en su ciudad natal de Milwaukee.
Kim Chi fue una de las doce drag queens aceptadas para la octava temporada de RuPaul's Drag Race , que comenzó a emitirse el 7 de marzo de 2016. Al unirse al programa, se convirtió en "la primera drag queen coreana en aparecer en la televisión nacional estadounidense". Kim Chi ganó el primer desafío, que vino con un pequeño premio en efectivo. Shin le envió el dinero a su madre, diciéndole que lo hizo a través del trabajo de maquillaje. Finalmente, Kim Chi llegó a los tres primeros junto con Naomi Smalls, pero perdió el título ante Bob the Drag Queen . Durante el final, ella sincronizó una canción hecha específicamente para ella llamada "Fat, Fem, & Asian", que era un comentario sobre los estereotipos negativos en el mundo de las citas gay.

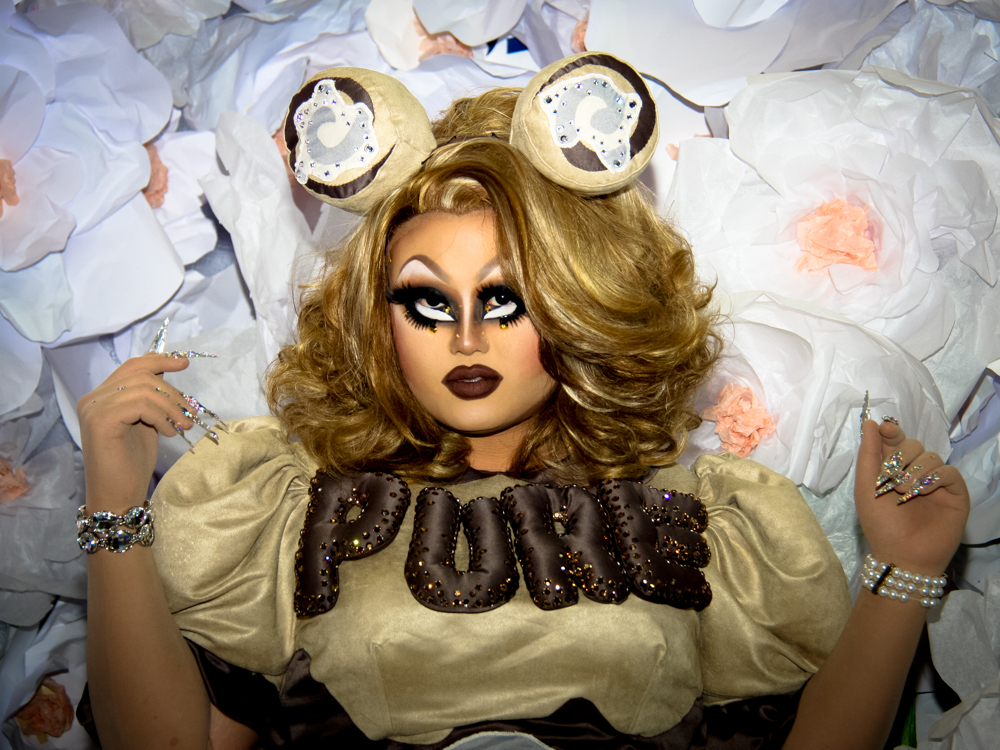
Kim Chi en 2017

Después de Drag Race, Kim Chi se asoció con Sugarpill Cosmetics para crear diferentes artículos de maquillaje, incluido el Kim Chi Liquid Lip Color, un lápiz labial con aroma a rosquilla que se describe como "Malva lavanda mate con una sutil y única mezcla de aguamarina transparente y destellos violetas". Otros artículos incluyeron la sombra de ojos Kim Teal Electric Teal y el color de labios líquido Kim Chi.
En noviembre de 2016, Kim Chi lanzó un paquete de emojis de Kim Chi llamado Kimchiji. Los emojis incluían sus frases, un tazón de burritos, un ala de pollo y una nalga azotada.
En marzo de 2017, Kim Chi fue invitada a la Facultad de Comunicación y Bellas Artes de la Universidad Loyola Marymount para un evento llamado "Una noche fabulosa con Kim Chi: Explorando la identidad de género a través del drag". Ella fue la primera drag queen en venir a la universidad, y lo hizo con maquillaje completo. Junto con una presentación, hubo una sección de preguntas y respuestas durante el evento.
En abril de 2017, Kim Chi actuó en el campus de la Universidad Estatal de Arizona Oeste para su Semana del Patrimonio Asiático y la Semana del Orgullo . Emily Kwon, Presidenta de la Coalición de Estudiantes Asiáticos-Asiáticos del Pacífico Americano organizó el evento e invitó a Kim Chi a actuar para los estudiantes.
En mayo de 2017, Kim Chi actuó como parte de la gira Werq the World 2017. La gira, organizada por Bianca Del Rio y Michelle Visage , también contó con drag queens Alaska Thunderfuck , Alyssa Edwards , Detox , Latrice Royale y Violet Chachki .
En diciembre de 2018, Kim Chi apareció en el especial de televisión RuPaul's Drag Race Holi-slay Spectacular , una versión festiva única de la serie regular Drag Race .
En septiembre de 2019, Kim Chi anunció que estaba desarrollando su propia línea de cosméticos en
colaboración con Bespoke Beauty Brands lanzada por Toni Ko , el fundador de NYX Cosmetics , llamada Kim Chi Chic.